# Samberejo
Samberejo is een bestuurslaag in het regentschap Madiun van de provincie Oost-Java, Indonesië. Samberejo telt 2357 inwoners (volkstelling 2010).